# Сабиани, Симон
Симон Пьер Сабиани (фр. Simon Pierre Sabiani; 14 мая 1888, Казамаччоли — 29 сентября 1956, Барселона) — французский политик и криминальный авторитет, в 1929—1935 — вице-мэр, в 1931 — и. о. мэра Марселя. Герой Первой мировой войны. В 1920-х — активист социалистической СФИО и коммунистической ФКП, основатель леворадикальных политических групп. Во второй половине 1930-х — видный деятель фашистской партии PPF, соратник Жака Дорио. Коллаборационист Второй мировой войны.

## Происхождение
Родился в горном районе Корсики. Отец Симона Сабиани был крестьянином, мать — учительницей. В многодетной семье было семеро детей, пять братьев и две сестры. Глава семьи и старшая дочь участвовали в корсиканской политике на стороне левых республиканских сил. Симон также рано увлёкся политикой крайне левого направления, изучал Маркса и Прудона. В детстве и юности характеризовался как «пылкий, буйный, умный», склонный скорее к импульсивному действию, чем к систематической работе.
В 1907 Симон Сабиани обосновался в Марселе. Собирался учиться на юриста, но болезни и семейные неурядицы, разорение отца вынудили искать заработок. Сменил несколько рабочих профессий. Включился в городскую политику, поддерживал на выборах кандидатов-корсиканцев. Показал себя сильным оратором, отличался в драках на предвыборных собраниях.

## Герой войны
При начале Первой мировой войны добровольцем вступил в 112-й пехотный полк. В июне 1915 участвовал в ожесточённом бою. Был тяжело ранен, потерял глаз, однако не сдал позиции. Получил почётные воинские прозвища «Аргонский лев» (по месту боя) и «Корсиканский Баярд» (по месту рождения). Был награждён Воинской медалью и Военным крестом 1914—1918. На полях Первой мировой погибли трое братьев Симона Сабиани — Жан-Люк, Жозеф и Франсуа; брат Дон-Пьер более четырёх лет провёл в немецком плену.
Вернувшись с войны, Симон Сабиани женился на дочери муниципального советника из корсиканской Бастии. В браке супруги имели троих детей. Занялся в Марселе экспортно-импортным бизнесом, основал торговый дом. Крупного состояния ему создать не удалось, но он был весьма популярен в городе как герой войны, установил многочисленные связи в различных социальных кругах — от буржуазии до криминалитета.

## Социалист и коммунист
В послевоенные годы Симон Сабиани позиционировался как марксист и социалист-интернационалист. Свои взгляды объяснял личным знакомством с ужасами войны. В начале 1919 он вступил в СФИО. Руководил одной из партийных территориальных секций. Из марсельских ветеранов войны, люмпенов и членов криминальных группировок сформировал социалистическую штурмовую группу, нападавшую на собрания правых. Склонность Сабиани к политическому насилию проявилась с самого начала его политической деятельности. В то же время он организовал в партии структуру социальной взаимоподдержки, оказывал продовольственную помощь неимущим.
Симон Сабиани занимал в СФИО крайне левые позиции, выражал симпатии к Советской России, агитировал за вступление в Коминтерн. При расколе СФИО в конце 1920 Сабиани примкнул к Французской коммунистической партии (ФКП). Формировал в Марселе «красную гвардию» для борьбы с «оппортунистическим» профобъединением ВКТ. Участвовал в коммунистических протестах против франко-бельгийской оккупации Рура. Однако в 1923 Сабиани был исключён из ФКП в результате внутрипартийного конфликта. Он держал свою секцию на автономном положении (и организационно, и идеологически), откровенно претендовал на положение лидера марсельской парторганизации — но его противников поддерживал Габриэль Пери.
Порвав с ФКП, Симон Сабиани учредил собственную ультралевую организацию Социалистическо-коммунистический союз — Партия социалистического действия. Новая партия претендовала на истинное наследие Жана Жореса, отвергая «казарменную дисциплину ФКП и классовое сотрудничество СФИО». Кадровый костяк составили марсельские выходцы с Корсики, радикально настроенные профсоюзные активисты, моряки, докеры и члены оргпреступной группировки, которую возглавляли Поль Карбон и Франсуа Спирито. Секретарём и ближайшим соратником Сабиани являлся лидер марсельского профсоюза моряков торгового флота Пьер Ферри-Пизани.
Влияние в профсоюзах обеспечивало широкую популярность, гангстеры создавали для Сабиани мощный силовой ресурс. Таким образом левая политика в Марселе обрела черты своеобразного «треугольника»: социалисты — коммунисты — сабианисты. Отношения в «треугольнике» регулярно менялись от сближения и сотрудничества до самой жёсткой враждебности и взаимного насилия.

## Марсельский «сабианизм»
Симон Сабиани был избран в муниципальный совет Марселя. С 1925 — муниципальный советник департамента Буш-дю-Рон. В 1928—1936 — депутат Национального собрания двух созывов. Вокруг него сложилась влиятельная и дисциплинированная политическая группа, сплочённая на основе личной преданности харизматичному лидеру. В 1929—1935 Сабиани — вице-мэр Марселя. В 1931 исполнял обязанности мэра. Опираясь на своих многочисленных сторонников, Симон Сабиани фактически взял город под контроль, перехватив управление у престарелого мэра Симеона Флесье.
Он отстаивал интересы социальных низов, особенно моряков. Однако его договорённости с крупной судовладельческой буржуазией вызывали неприятие убеждённых социалистов, подобных Ферри-Пизани. Социально-трудовые конфликты решались криминально-силовыми методами под идеологизированными лозунгами. Это стало своеобразной особенностью Марселя, возник даже политический термин sabianisme.
Оставаясь на левых позициях, Сабиани участвовал в антинацистских акциях, состоял в Лиге борьбы с расизмом и антисемитизмом. Переломный момент пришёлся в 1934 после февральского путча. Многие французские криминальные авторитеты, в том числе марсельские, поддержали тогда крайне правых путчистов. После подавления над ними нависла угроза преследования. Сабиани решительно поддержал Карбона и Спирито, назвал гангстеров своими друзьями и пригрозил проблемами за попытки расследовать их участие в путче. На митинге 31 марта Сабиани впервые отмежевался от левых сил под лозунгом «Ни слева, ни справа — Франция превыше!»
С этого времени политическая позиция Сабиани стремительно и резко сдвигалась к правому национализму. Протесты против такой эволюции Сабиани жёстко подавлял силами Карбона и Спирито, превратившихся в «хозяев Марселя». Этот поворот стоил Сабиани дружбы Ферри-Пизани. Долголетние соратники превратились в непримиримых врагов. Ферри-Пизани обвинял Сабиани в политическом авантюризме и эгоизме, отходе от революционной линии, забвении социалистических идей, а также «собственного пролетарского происхождения и нужд рабочего класса» (хотя Сабиани был сыном крестьянина). Между ними происходили жёсткие столкновения, особенно в предвыборные периоды. При этом обе стороны активно использовали связи в криминальной среде.

## Фашист и коллаборационист
В 1936 бывший член Политбюро ФКП Жак Дорио основал ультраправую Французскую народную партию (PPF). Симон Сабиани к тому времени перестал быть вице-мэром и депутатом (на парламентских выборах 1936 он проиграл коммунисту Франсуа Бийу, которого поддержал Ферри-Пизани), но обладал прочной репутацией «главаря марсельских гангстеров». Подобно многим леворадикальным активистам, разочарованным в социализме и коммунизме, Сабиани вступил в PPF. Состоял в Политбюро, принадлежал к ближайшему окружению Дорио (которого знал ещё по ФКП). Отличался яростным антикоммунизмом, выступал за «национальный социализм», обличал Народный фронт. Возглавляя марсельскую организацию PPF, Сабиани учредил под своим руководством профсоюз докеров, противостоящий ВКТ (теперь не слева, а справа).
Во время нацистской оккупации Франции Сабиани вместе с Дорио стоял на позициях коллаборационизма. Сотрудничал с оккупационными властями и правительством Виши. Поставил на службу оккупантам группировку Карбона, подключил гангстеров к борьбе с Сопротивлением. В мае 1944 по распоряжению Сабиани в составе PPF начала действовать оперативная спецгруппа, официально осуществлявшая вспомогательные функции при гестапо. В то же время Сабиани, руководствуясь воспоминаниями о старой дружбе, безуспешно добивался освобождения Ферри-Пизани, ставшего активным участником Сопротивления.
Сын Симона Сабиани — Франсуа погиб на Восточном фронте в составе французского Легиона. Сабиани-младший собирался уйти в Сопротивление, но был силой остановлен отцом.
Осенью 1944 Симон Сабиани перебрался в Зигмаринген. После освобождения Франции был заочно приговорён к смертной казни за измену. Бежал в Италию, затем в Аргентину, оттуда перебрался в Испанию. Перед смертью сумел тайно посетить Францию и увидеться с матерью. Скончался в Барселоне, перезахоронен на Корсике в семейной часовне.

## Природа политических зигзагов
Политические виражи Симона Сабиани производят странное впечатление. Однако следует учитывать, что радикальную (зачастую эпатажную) эволюцию с крайне левого фланга на крайне правый, от коммунизма к фашизму, проделали в то время многие французские политики. К деятелям Французской народной партии это относится в особенности. Устойчивыми позиции Сабиани были не в идеологии и политике, а в исполняемых функциях — управлении Марселем, криминально-теневом контроле, руководстве негосударственными силовыми структурами. Образ Сабиани сформирован соответствующей эстетикой.